# コデックス

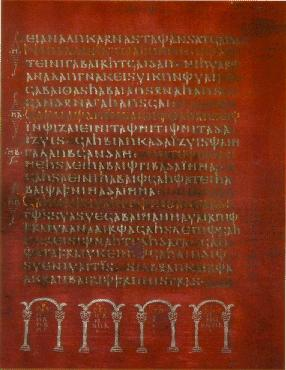
コデックスの例：アルジェンテウス写本

コデックス（羅: Codex、西: Códice）とは写本の形状の一種で、古代末期から中世にかけてつくられた冊子状の写本のことである。冊子本、冊子写本などと呼ばれることもある。
コデックスに対して、巻子本（巻物）をヴォリューム（羅：volumen）あるいはスクロール（scroll）という。
写本の構造的な研究のことを写本学（Codicology）といい、写本の内容に関する研究、特に字体に関する研究のことを総称して古文書学（英：Paleography）という。
コデックスといえばヨーロッパで書かれたものがほとんどであるが、マヤ・コデックスやアズテック・コデックスなどアメリカ大陸で16世紀頃までにつくられたものもある。コデックスはもともと巻物に代わってつくられていたが、やがて印刷本にとって代わられることになる。

## 歴史
古代ローマ人たちは薄い木の板にワックスを塗り、鉄筆などで文章を書き込んでは加熱して融かして消すことで何度でも使える筆記用具（蝋板）として用いていた。蝋板は、しばしば何枚かを革ひもなどで綴じた形で使用され、それがコデックスの原型となった。記録上確認できる範囲で著作の配布・提供にコデックスがはじめて用いられたのは、1世紀の後半のことであった。この時代、書物や記録物の形態としてもっともよく用いられていたのは巻物であり、4世紀まで巻物が書物の主流であった。ガイウス・ユリウス・カエサルはガリアへの遠征時、文書を巻いておくよりも蛇腹状にまとめたほうが素早く参照できることに気づいた。2世紀のはじめごろにはキリスト教徒たちはパピルスを冊子状にまとめたコデックスの形式を好んで用いていたことがわかっている。1世紀に没したパピリ・ヘラクラネウムの居館の蔵書はほとんどが巻物の形式であったが、390年に秘匿されたと考えられるナグ・ハマディ文書ではすべてがコデックスになっている。
西欧では徐々にコデックスが巻物にとって代わっていった。4世紀から8世紀のカロリング朝の時代にかけて多くの巻物がコデックスに書き換えられていったが、この間にコデックスにされなかった書物は失われてしまった。コデックスには巻物にはない多くの利点があった。平面的で場所をとらない、特定の箇所を開いて読みやすい、表にも裏にも書ける（ただしパピルスの場合を除く）、表紙をつけて中身を守ることができる、持ち運びが楽などということである。
コデックスにはもうひとつ、書庫などで保管する際に背にあたる部分にタイトルをつけて探しやすくできるという利点があった。書名をわざわざつけるという発想は中世にいたるまで一般化しなかったので、ほとんどの古代の書物は冒頭の数語をとって書名としていた。（これをインキピットという。）
初期のコデックスはパピルスをまとめたものだったが、パピルスは破れやすく、エジプトでしか作られなかったので、徐々に羊皮紙にとって代わられた。羊皮紙はパピルスより高価だったが、耐久性に優れ両面書きが可能だったことで好まれた。
ヨーロッパ同様、古代アメリカ文明においてもコデックスが用いられていた。アメリカのコデックスはいちじくの木の樹皮などの植物繊維を切ってまとめて漂白したものから作られていた。

## 有名なコデックス
コデックスの中でも有名なものには名前がつけられている。その名前は所在地や所有者に由来していることが多い。
- アレクサンドリア写本 Codex Alexandrinus
- アレッポ写本（英語版） Aleppo Codex
- アミアティヌス写本 Codex Amiatinus
- アルジェンテウス写本 Codex Argenteus
- アルナマグネアン写本 Arnamagnæan Codex
- アステンシス写本（英語版） Codex Astensis
- アンブロシアヌス写本（英語版） Codex Ambrosianus
- サンエメランのアウレウス写本 Codex Aureus of St. Emmeram
- ロルシュのアウレウス写本Codex Aureus of Lorsch
- ベロリネンシス写本 Codex Berolinensis
- ベザ写本（英語版） Codex Bezae
- カリクストゥス写本 Codex Calixtinus
- クラロモンタヌス写本 Codex Claromontanus
- クマニクス写本Codex Cumanicus
- エフレミ・リスクリプトゥス写本 Codex Ephraemi Rescriptus
- エクゾニエンシス写本 Codex Exoniensis
- フラトイエンシス写本 Codex Flatöiensis
- ギガス写本 Codex Gigas
- グランディオール写本 Codex Grandior
- エルサレム写本（英語版） Codex Hierosolymitanus
- コリデティ写本 Codex Koridethi
- ライスター写本（英語版） Codex Leicester
- レニングラード写本 Leningrad Codex
- マネッセ写本 Codex Manesse
- ms.3228a写本 Codex ms. 3227a
- ノーウェル写本 Nowell Codex
- ピサヌス写本 Codex Pisanus
- レギウス写本 Codex Regius
- レヒニッツ写本 Rohonczi Codex
- ルニクス写本 Codex Runicus
- シナイ写本 Codex Sinaiticus
- チャコス写本 Codex Tchacos
- ウッセリアヌス・プリムス写本 Codex Usserianus Primus
- バチカン写本 Codex Vaticanus
- ウェラーシュタイン写本 Codex Wallerstein
- ザモシアヌス写本 Codex Zamoscianus
- ズーヘ・ヌッタル写本 Codex Zouche-Nuttall
- ナグ・ハマディ写本
- ボクサー写本（英語版） Boxer Codex

## 新大陸のコデックス(絵文書)

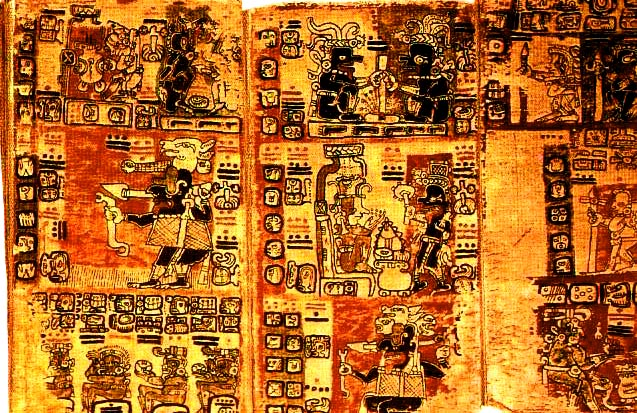

マヤ、アステカなどの絵文書のことをコデックスないし(西)コディセとも呼ぶ。材料は、いちじくなどの木の繊維や樹皮、鹿の皮を利用して両面に白色の石灰を塗って、屏風折りにしている。文字や絵はおそらく先が平たいものと先のとがったものの2種類の硬い筆記具で描かれたと思われる。線描した後に鮮やかな彩色が施された。文書は、基本的には、左から右へ読み、裏返して再び左から右へ読むように作られた。古典期後期のマヤの土器には彩色された絵と文字が一緒になっている絵文書のような土器があることからおそらく古典期段階にも絵文書があったと思われるが、現在は当時のものは一点も伝えられていない。ただし後古典期のものはいくらかは残されており、暦、儀礼、神話、交易や貢納に加えて動物や植物についての記述もある。

### 後古典期の絵文書

#### オアハカ地方の絵文書
すべてミシュテカの絵文書であってサポテカのものはない。
- ヌッタル(ナットール)絵文書；Codex Nuttal/「八の鹿」王の伝記で知られる。
- ボドリ絵文書；Codex Bodley
- コロンビーノ絵文書Codex Colombino
- ベッケル絵文書；Codex Becker
- ウィーン絵文書Codex Vienna(Vindobonensis)

#### マヤの絵文書
- ドレスデン絵文書；Codex Dresdensis
- パリ絵文書；Codex Paris(Peresianus)
- マドリッド絵文書；Codex Madrid[&Tro-Cortesianus]
- グロリア絵文書；Codex Grolier

#### メキシコ中央高原など
- ボルジア(ボルギア)絵文書；Codex Borgia
- フェイエールヴァーリ・マイヤー絵文書；Codex Féjérváry-Mayer
- コスピ絵文書；Codex Cospi
- ロード絵文書；Codex Laud
- ヴァチカヌスB絵文書；Codex VaticanusB
- オーバンのトナラマトル；Tonalamatl Aubin
- ボルボニクス絵文書；Codex Borbonicus

### 植民地時代の絵文書
- フィレンツェ絵文書；Codex Florentino(en)
- メンドーサ絵文書；Codex Mendoza
- ボトゥリーニ絵文書；Codex Boturini
- トルテカ・チチメカの歴史；Historia Tolteca-Chichimeca
- トラスカラの布；Lienzo de Tlaxcala
- マリアベッキアーノ絵文書；Codex Magliabechiano
- ウィツロポチトリ絵文書；Codex Huitzilopochitli
  - テリェリアーノ・レメンシス絵文書；Codex Telleriano-Remensis
  - リオス[ヴァチカヌスA]絵文書；Codex Rios[VaticanusA]
- ラミレス絵文書；Codex Ramírez